# Oligodon mouhoti
Oligodon mouhoti är en ormart som beskrevs av Boulenger 1914. Oligodon mouhoti ingår i släktet Oligodon och familjen snokar. Inga underarter finns listade i Catalogue of Life.
Denna orm förekommer i norra Thailand och Kambodja. Kanske når den även Laos och Vietnam. Arten lever i kulliga områden mellan 400 och 600 meter över havet. Den vistas i fuktiga skogar. Honor lägger antagligen ägg.
För beståndet är inga hot kända. Hela populationen anses vara stabil. IUCN kategoriserar arten globalt som livskraftig.